# Station Suchedniów Północny
Station Suchedniów Północny is een spoorwegstation in de Poolse plaats Suchedniów.